# Terremoto de Guatemala de 2011
Los terremotos de Guatemala de 2011 fue una serie de movimientos de tierra que azotaron Guatemala el 19 de septiembre del 2011, dejando un saldo de 4 muertos y 12 desaparecidos. El sismo más fuerte tuvo una profundidad de 39.4 km.

## Historia
Terminando la tarde del 19 de septiembre, a las 18:34 hora local de Guatemala, un temblor de 4.8 grados en la escala de Richter sacudió el departamento de Santa Rosa. Unos minutos después fue seguido por otro más fuerte, de casi 6 grados con epicentro en la misma zona, provocando réplicas que dañaron importantes viviendas y edificios, sobre todo en la ciudad de Cuilapa, y un saldo de 4 muertos y 12 desaparecidos. Después de estos primeros sismos, ha habido réplicas desde ese día, obligando a desalojar a más de 2,000 personas de Santa Rosa y de zonas cercanas al municipio, con sismos de 3 a 4 grados Richter, siguieron afectando la zona, dejando 1 muerto demás el 1 de octubre del mismo año. Como consecuencia del enjambre sísmico, fueron evacuadas cerca de 400 personas del departamento de Santa Rosa. Se registraron deslizamientos de tierra y cortes del suministro eléctrico y telefónico, según informaron autoridades locales.
Después del daño causado por el sismo, la población guatemalteca solidarizó con las naciones de India y Nepal, las que un día antes del sismo que afectó a Guatemala fueron azotadas por un temblor de 6,9 grados que dejó un saldo de 116 muertos.
A causa del sismo, México y Estados Unidos se pusieron en alerta por temor a que en la falla de San Andrés pueda haber un temblor de mayor magnitud, ya que hace mucho se había advertido sobre un posible sismo en esa zona, y el terremoto que afectó en Guatemala podría ser señal de una posible reactivación telúrica.